# Klinikum am Bruderwald
Das Klinikum am Bruderwald ist ein Krankenhaus der Maximalversorgung in Bamberg, Oberfranken. Es ist Akademisches Lehrkrankenhaus der Friedrich-Alexander-Universität, Erlangen. Träger ist die Sozialstiftung Bamberg.

## Geschichte

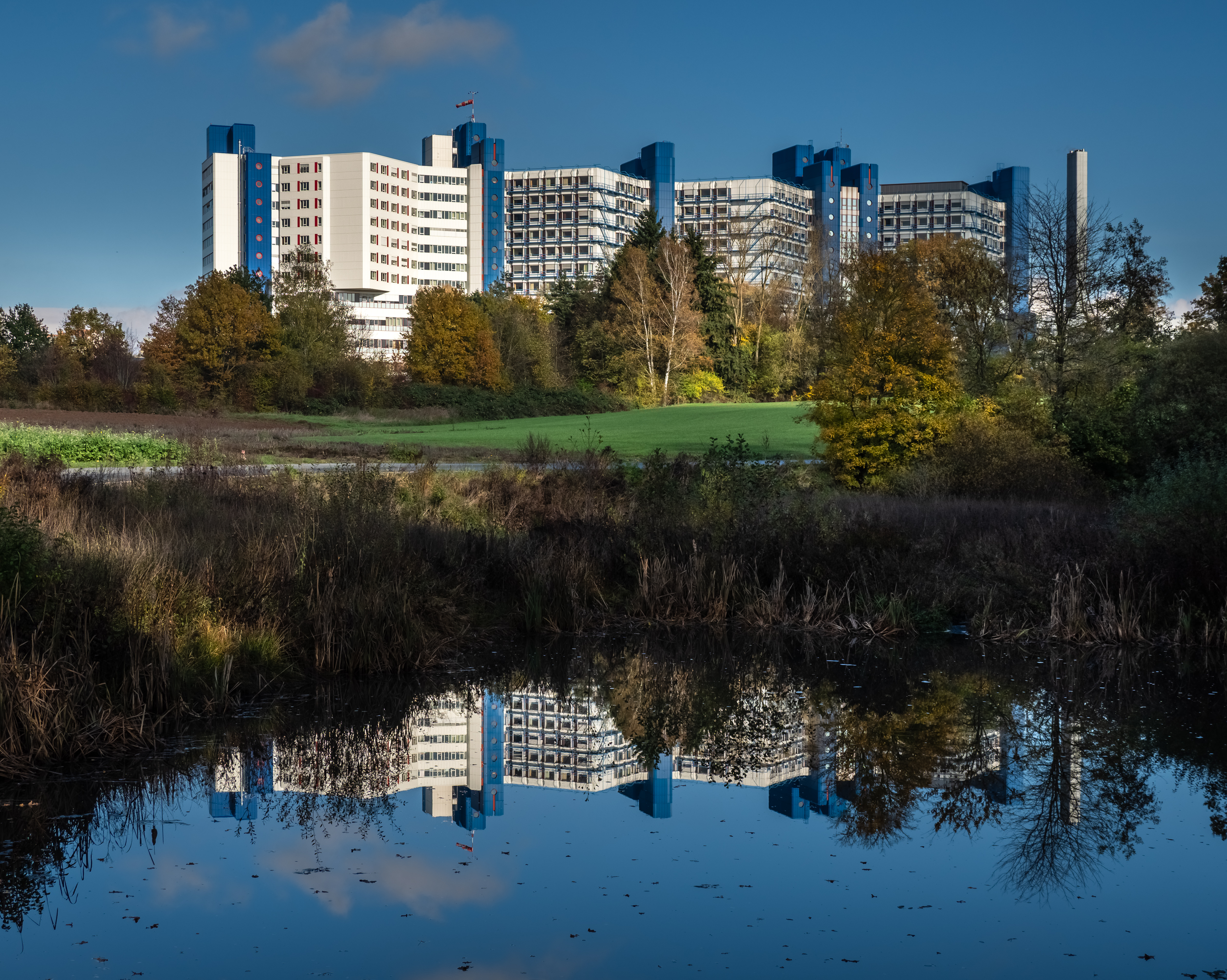
Klinikum am Bruderwald (2019)

Das Klinikum wurde im März 1984 mit drei aneinander gereihten Bettenhäusern fertiggestellt; es besaß 847 Betten. Die Baukosten betrugen 335 Millionen DM. Beim dreißigjährigen Jubiläum im Jahre 2014 wurde der vierte Bettenturm als Bauvorhaben bekanntgegeben. Dieser war in den ursprünglichen Plänen der 1980er Jahre enthalten. Mehrere bauliche Vorleistungen wurden damals schon erbracht, die Kapazitätserweiterung war aber damals noch nicht nötig.
Im September 2014 stand das Haus im öffentlichen Fokus, weil der Chefarzt der Fachabteilung Klinik für Gefäßchirurgie, Gefäßmedizin und Phlebologie im Hause Mitarbeiterinnen und Patientinnen betäubt und missbraucht haben sollte. Der beschuldigte Chefarzt wurde entlassen.
Die Eröffnung des vierten Bettenturmes mit einer Kapazität von zusätzlich 311 Betten erfolgte etagenweise bis in den Spätsommer 2019. Die zweite Ebene bietet Platz für die Kinderpsychosomatik, die dritte für die Erwachsenen. In der vierten Etage hat sich die neue Klinik für Integrative Medizin und Naturheilkunde eingerichtet. Im fünften Stock ist die Stroke Unit, die Schlaganfallstation, eingezogen. Dazu kommen die neurologische Frührehabilitation und die komplette Behandlungskette der neurologischen Reha. Im nächsten Schritt wurde im sechsten Stock die neue Pflegeeinheit für die Altersmedizin bezogen. Weitere Etagen mit Pflegestationen folgten.
Ein zweites Parkhaus mit 1006 Parkplätzen wurde 2022 fertiggestellt.
Als Ersatz für den bisher hinter dem Klinikgebäude gelegenen Hubschrauberlandeplatz wurde ein Dachlandeplatz auf dem zweiten Bettenturm errichtet. Die Inbetriebnahme des 11,2 Millionen Euro teuren Bauprojekts erfolgte im April 2024.
Ab 2027 soll das Klinikum Bamberg schrittweise zu einem Gesundheitscampus erweitert werden. Auch eine Hochschule für Gesundheitsberufe ist geplant.